# Luis Gallegos Valdés
Luis Gallegos Valdés (1917-1990) fue un escritor, profesor y crítico literario salvadoreño. Se le conoce principalmente por sus obras Tiro al blanco (recopilación de artículos y conferencias de crítica literaria) y su magnum opus, Panorama de la literatura salvadoreña. Del período precolombino a 1980, que es, hasta la fecha, el más completo estudio sobre la literatura en El Salvador que se tiene.
Perteneció a la generación de escritores que irrumpieron en la escena salvadoreña hacia los años 40, y que apoyaron la caída del régimen de Maximiliano Hernández Martínez. Además, fue parte de los intelectuales que impulsaron la política cultural que, desde el Estado, se articuló entre los años 50 y 60, en la que se muestra una preocupación por atender los problemas educativos y culturales, aunque siempre a partir  de la óptica político-ideológica militarista de quienes detentaban el poder en la época.
Fue miembro activo del Ateneo de El Salvador desde 1948, Miembro de Número de la Academia Salvadoreña de la Lengua, correspondiente de la Real Academia Española desde 1952, de la Sociedad Bolivariana de El Salvador y presidente del Instituto Salvadoreño de Cultura Hispánica. Fungió también como profesor de Literatura universal, centroamericana, francesa, española y salvadoreña en la Universidad de El Salvador, en la Escuela Normal Superior (ahora desaparecida) y otros centros de educación superior. Estuvo en el servicio diplomático y consular salvadoreño desde 1967 a 1972, en París primero y posteriormente en Roma. Desempeñó también otro cargos gubernamentales como: subdirector de la Dirección General de Bellas Artes y Jefe del Departamento de Letras de la misma; director general de Bellas Artes; director de las Revistas: ARS, órgano de la Dirección General de Bellas Artes, y «Letras de Cuzcatlán».
Es considerado como uno de los mayores críticos literarios de El Salvador. Su primer libro, Tiro al Blanco (1952), fue desde un principio comentado elogiosamente no sólo en El Salvador, sino también en el resto de países centroamericanos, y en otros como México, Venezuela, Italia y España. Publicó también Plaza Mayor (1960), Temas Hispánicos (1977), Caricaturas Verbales (conversaciones con el caricaturista Toño Salazar, 1982) y Letras de Centroamérica (1990), además de su célebre Panorama.

## Panorama de la literatura salvadoreña
El Panorama fue escrito, en un primer momento, a partir de la petición para colaborar que hiciera Joaquím de Montezuma de Carvalho (diplomático y escritor portugués), que trabajaba en la preparación de la gran obra Panorama das Literaturas das Américas, que pretendía dar a conocer la literatura de América, desde 1900 a 1956 (cuando se proyectaba la obra), a los lectores europeos. El Panorama de Literatura Salvadoreña quedó incluido como capítulo en el segundo volumen de la ingente obra.

El libro aparece aparte, en segunda edición, en el año 1962, gracias a la Dirección General de Publicaciones. Esta publicación independiente trajo muchos comentarios y críticas en El Salvador y otros países, pero en general, a pesar de los problemas que se le pudieron reprochar (como falta de unidad, demasiada brevedad de algunas partes, frente a la extensión de otras; predominio enciclopédico sobre el crítico en algunos puntos, entre otras), críticos salvadoreños y extranjeros coincidieron en la gran importancia y utilidad de una investigación evolutiva de la historia de la literatura salvadoreña. La última actualización de la obra se da en una tercera edición, a partir de la sugerencia de Ítalo López Vallecillos, entonces Director de UCA Editores.

### Estructura de la obra
La obra, como ya lo dice en el título, abarca la historia de la literatura desde la época precolombina, hasta inicios de la década de los ochenta. Se sigue, en general, el método generacional, y tratando en apartados especiales a las grandes figuras literarias, tales como Salarrué, Arturo Ambrogi y Claudia Lars. El libro, en su totalidad, está compuesto de treinta y siete capítulos:
- Capítulo I: Época prehispánica.
- Capítulo II: Época hispánica o colonial.
- Capítulo III: siglo XIX, época pre y post-independiente.
- Capítulo IV: Poesía neoclásica.
- Capítulo V: Poesía romántica, primera generación romántica.
- Capítulo VI: Poesía romántica, segunda generación romántica.
- Capítulo VII: Renacimiento cultural de El Salvador durante el siglo XIX.
- Capítulo VIII: El modernismo, la entrada al modernismo.
- Capítulo IX: En pleno modernismo.
- Capítulo X: Francisco Gavidia.
- Capítulo XI: Alberto Masferrer.
- Capítulo XII: Arturo Ambrogi.
- Capítulo XIII: El costumbrismo, José María Peralta Lagos.
- Capítulo XIV: El periodismo literario en El Salvador.
- Capítulo XV: Historiadores e historiógrafos.
- Capítulo XVI: Humoristas.
- Capítulo XVII: Crítica literaria y ensayo durante el siglo XIX y principios de éste.
- Capítulo XVIII: Los orígenes del teatro en El Salvador.
- Capítulo XIX: La poesía salvadoreña a principios de este siglo.
- Capítulo XX: Prosistas.
- Capítulo XXI: Concepto de generación literaria, la generación de 1910-1915.
- Capítulo XXII: Julio Enrique Ávila.
- Capítulo XXIII: Raúl Contreras.
- Capítulo XXIV: Claudia Lars.
- Capítulo XXV: Salarrué.
- Capítulo XXVI: Varios poetas.
- Capítulo XXVII: Letras femeninas.
- Capítulo XXVIII: Un fabulista.
- Capítulo XXIX: El ensayo.
- Capítulo XXX: La novela.
- Capítulo XXXI: Intelectuales de la década del 30.
- Capítulo XXXII: Grupos y asociaciones literarias.
- Capítulo XXXIII: Cuentistas.
- Capítulo XXXIV: Un inventor literario, Víctor M. Posada.
- Capítulo XXXV: Otros escritores.
- Capítulo XXXVI: El Grupo «Octubre» y La «Generación Comprometida».
- Capítulo XXXVII: Las nuevas promociones literarias.[2]